# Antonio Ježina
Antonio Ježina (Sibenik , 5 de junio de 1989) es un futbolista croata que actualmente juega para el Dinamo Zagreb como guardameta.

## Carrera
Sus primeros pasos en el fútbol comenzaron en el NK Zadar que defendió cinco temporadas. Después de NK Zadar pasa al Pula (Istria), en el que defiende solo una temporada. En el invierno del 2014 pasa al Dinamo Zagreb con el que se declara campeón del torneo Primera Liga de Croacia en la temporada 2013/2014.
- Datos: Q602577